# 熱ルミネセンス

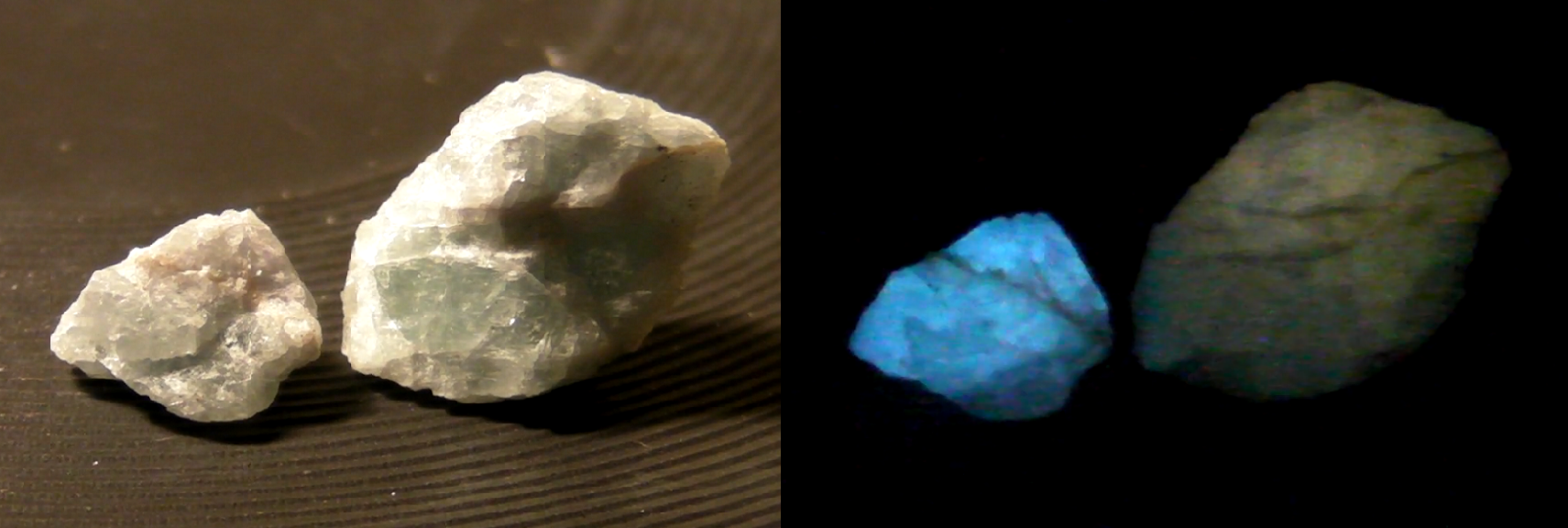
蛍石による熱ルミネセンス。

熱ルミネセンス（ねつルミネセンス、英語: Thermoluminescence、熱蛍光とも呼ばれる）とは、ハロゲン塩等の結晶に光やX線や放射線等の高エネルギー線を照射後、加熱すると発光する現象である。
1663年にボイルの法則で知られるロバート・ボイルによって発見された。

## 概要
蛍光体の種類によっては光やX線や放射線等の高エネルギー線を照射後、加熱すると発光する現象を示す物がある。それら照射されたエネルギーによって結晶内に自由電子が発生し、これが蛍光体内に捕捉され、その状態が照射の終了後も保持される。その後、加熱により、熱エネルギーを与えることにより、結晶の格子が振動して相互作用することで補足電子が飛び出し、基底状態に戻る時に、蛍光を発する。この発光現象は発光の継続時間により「りん光」と「蛍光」に分けられているが、時間の定義は明確ではない。

## 応用例
- 熱ルミネッセンス線量計 - 照射された放射線量に応じた光を発する現象を利用して線量を算出する。
- 年代測定 - 累積した自然放射線の照射量から年代を算出する[4][5][6]。

## 参考
- サーモルミネッセンス(TL)法による照射食品の検知